# Dean Paul Martin
Dean Paul Martin (Santa Mónica, California, 17 de noviembre de 1951-montaña de San Gorgonio, California, 21 de marzo de 1987) fue un animador y artista estadounidense. Notable como tenista, cantante, actor y piloto militar.

## Infancia y carrera
Martin era hijo del actor Dean Martin con su segunda esposa, Jeanne Biegger. Dean Paul fue el quinto hijo de los ocho hijos de Dean Martin. Fue el hijo mayor de Biegger.
Cuando era niño sus padres lo alentaron a ser cantante. A los 13 años, se unió con Desi Arnaz Jr. y Billy Hinsche en el grupo pop Dino, Desi & Billy, que tuvo algún éxito en Estados Unidos entre 1965 y 1968, llegando a los mejores 30 en 2 oportunidades.
Al final de su adolescencia, Martin empezó a utilizar su nombre civil, Dean Paul, en vez de su sobrenombre, Dino. Tuvo éxito como tenista (entró en una competición para jóvenes en Wimbledon) y como actor.
En 1979 protagonizó con Ali MacGraw la película Players ('jugadores'), representando a un tenista profesional, por el que fue nominado a un premio Globo de Oro como mejor nueva estrella masculina del año.
Entre 1985 y 1986, protagonizó con Courteney Cox la serie de televisión Misfits of Science ('los inadaptados de la ciencia').

## Carrera como aviador
Martin era piloto. Obtuvo su licencia como aviador a los dieciséis años. En 1981 obtuvo el título de oficial en la Guardia Nacional Aérea de California.
En 1987 el avión que pilotaba, F-4 Phantom, cayó en las montañas San Bernardino (California) durante una tormenta de nieve. Martin falleció junto a su oficial de sistemas de armas, Ramón Ortiz.
Su padre, Dean Martin, nunca se recuperó de esta pérdida y pocos años después se retiró para siempre del mundo del espectáculo. Esta muerte reavivó la amistad entre su padre con su antiguo compañero profesional Jerry Lewis, quien asistió al funeral de Dean Paul.
Martin está enterrado en el Cementerio Nacional de Los Ángeles, un cementerio del Departamento de EE. UU. para Asuntos de Veteranos, en Los Ángeles (California).

## Vida personal
En 1971, Dean Paul Martin se casó con la actriz Olivia Hussey. Tuvieron un hijo, Alexander Martin, y se divorciaron en 1978.
En 1982 se casó con Dorothy Hamill, patinadora sobre hielo y medallista de oro olímpica. Se divorciaron en 1984.